# Bitwa pod Domżerycami
Bitwa pod Domżerycami – walki polskiego 59 pułku piechoty z oddziałami sowieckiej 5 Dywizją Strzelców toczone nad Berezyną w okresie wojny polsko-bolszewickiej.

## Przebieg działań

### Sytuacja ogólna
14 maja 1920 ruszyła sowiecka ofensywa wojsk Frontu Zachodniego Michaiła Tuchaczewskiego. 15 Armia Augusta Korka i Grupa Północna Jewgienija Siergiejewa uderzyły na pozycje oddziałów polskich 8 Dywizji Piechoty i 1 Dywizji Litewsko-Białoruskiej w ogólnym kierunku na Głębokie. Wykonująca uderzenie pomocnicze 16 Armia Nikołaja Sołłohuba zaatakowała oddziały 4 Armii gen. Stanisława Szeptyckiego i podjęła próbę sforsowania Berezyny pod Murawą i Żukowcem oraz pod Żarnówkami i Niehoniczami. 
Wobec skomplikowanej sytuacji operacyjnej, 23 maja rozpoczął się ogólny odwrót wojsk polskich w kierunku zachodnim.
Po zatrzymaniu sowieckiej ofensywy Armia Rezerwowa gen. Kazimierza Sosnkowskiego, przy współudziale oddziałów 1. i 4 Armii, zepchnęła przeciwnika na linię rzek Auta i górna Berezyna. W pierwszej dekadzie czerwca front polsko-sowiecki na Białorusi ustabilizował się.

### Działania grupy wypadowej
W końcu marca z Ukrainy na Białoruś została przerzucona 15 Wielkopolska Dywizja Piechoty i zajęła pozycje obronne nad Berezyną. Jej 59 pułk piechoty bronił się w rejonie Dziedziłowicz. 
W związku z postępami sowieckiej ofensywy na Ukrainie, Wódz Naczelny Józef Piłsudski wydał rozkaz przeprowadzenia na północy serii wypadów na tyły sowieckie, aby stworzyć wrażenie przygotowywania natarcia dużych sił polskich. 12 czerwca  59 pułk piechoty otrzymał rozkaz zorganizowania wypadu na Domżeryce. 
W Wojłowie do pułku dołączył pluton 4/4 pułku artylerii polowej i pluton saperów.
Nocą z 13 na 14 czerwca II i III bataliony rozpoczęły marsz groblą do zerwanego mostu w Wojłowie, a I batalion pod Chałmówkę. O świcie II i III bataliony przeprawiły się przez rzekę po kładkach rzuconych na przęsła mostu, rozbiły oddział  strzegący przeprawy, opanowały wieś Krajce i uderzyły bez powodzenia na Domżeryce.
W tym czasie  I batalion przeprawił się na tratwach pod Chałmówką i w Krajcach. Wczesnym popołudniem Sowieci kontratakowali.
Po południu zmęczone walką bataliony zluzował I batalion wspierany przez  pluton artylerii.
Dowódca batalionu zorganizował oddział obejścia w składzie 3 kompanii i plutonu ckm. Uderzenie z kilku stron spowodowało, że batalion zdobył Domżeryce. Odbyło się to kosztem 9 poległych i 42 rannych.
15 i 16 czerwca do walki o Domżeryce weszła brygada 5 Dywizji Strzelców. Nieprzyjaciel próbował okrążyć 59 pułk piechoty i odciąć go od przepraw na Berezynie. 
Nocą z 16 na 17 czerwca pułk wycofał się na zachodni brzeg Berezyny i odszedł na odpoczynek do Klimek i Horeli.

## Bilans walk
Podczas trzydniowej walki o Domżeryce 59 pułk piechoty stracił 27 poległych i 140 rannych. Zdobyto 7 cekaemów.
Sowiecka 5 Dywizja Strzelców straciła około 300 czerwonoarmistów, poległych głównie w zmasowanych atakach na pozycje polskie.

 Daty walk i nazwa „Domżeryce” znajdują się na płachcie chorągwi 59 pułku piechoty wielkopolskiej.